# Birger Gregersson
Birger Gregersson (1327 – 1383) è stato un arcivescovo cattolico e scrittore svedese, Arcivescovo di Uppsala dal 1366 fino alla sua morte.

## Biografia
Fu vicario di Österhaninge e in seguito sacerdote ad Uppsala. Supportò re Alberto di Meclemburgo, che lo nominò cancelliere.
Dopo essere diventato Arcivescovo nel 1366 lavorò energicamente. Soprattutto, scrisse molto ed è considerato uno dei più importanti scrittori svedesi del medioevo. Scrisse una biografia di Santa Brigida ed alcuni inni sacri in suo onore e in onore di San Botvido.